# ペラ (料理)
ペラ（フランス語: PélaまたはPéilâ）は、南ヨーロッパのサヴォワと近隣のアルプス地方のフランス料理で、フライドポテトとルブロションで作ったグラタンである。これはタルティフレット(タルティフレットは蒸したジャガイモを使用する)、グラタン・ドフィノワ、グラタン・サヴォヤールに似ている。
ペラとは、地元の言葉パトワ（少数原語）で、標準フランス語のpoêleに相当し、フライパンを意味する。